# ناحیه دونگ (گوانگجو)
ناحیه دونگ (گوانگجو) (به لاتین: Dong District) یک منطقهٔ مسکونی در کره جنوبی است که در گوانگجو واقع شده‌است.